# Stuttgart

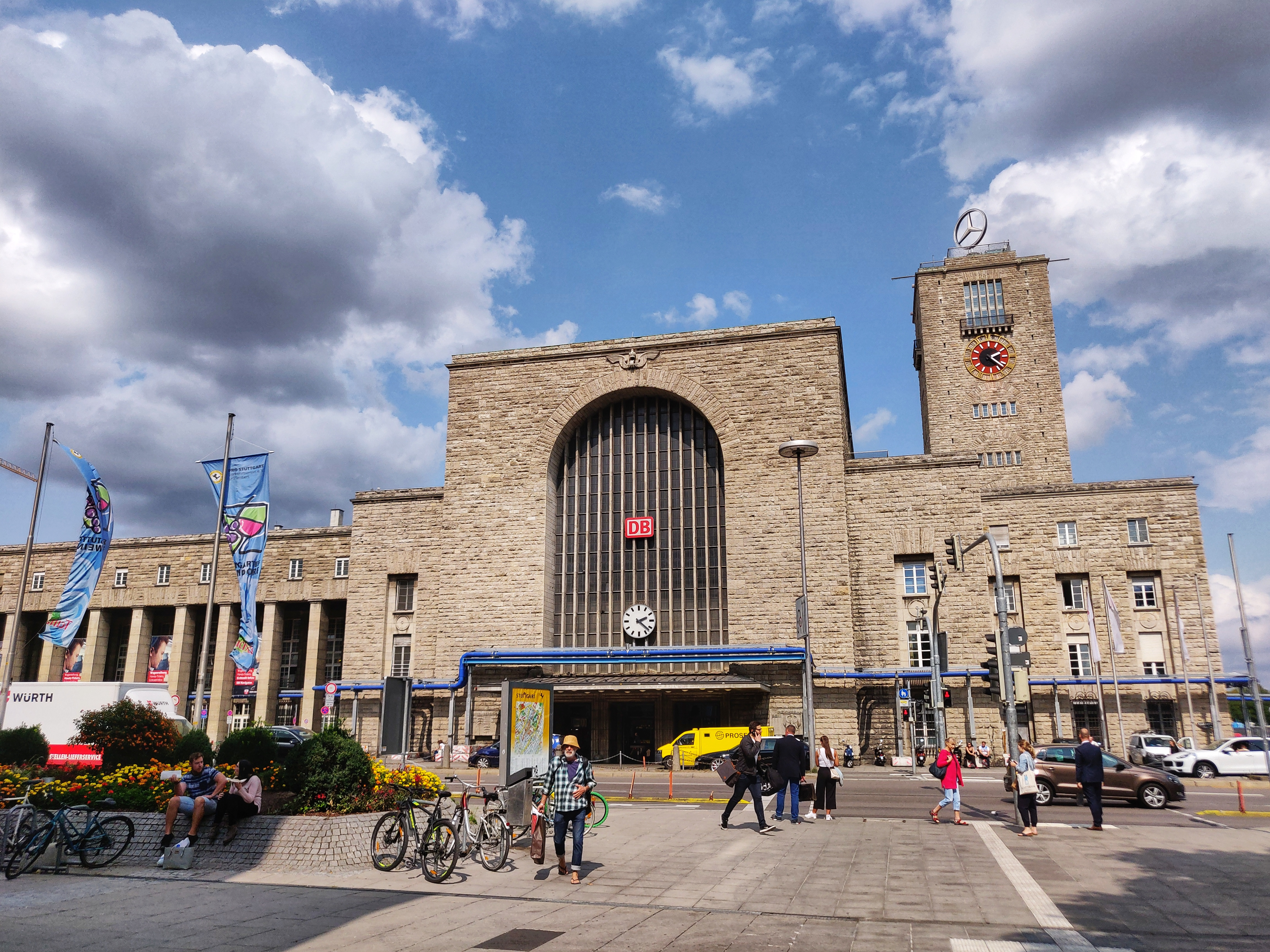
Stuttgart Hauptbahnhof - główny dworzec kolejowy w mieście (2018)

Stuttgart (MAF: /ˈʃtʊtɡaʁt/, posłuchajⓘ; szwabski Schduágórd) – miasto na prawach powiatu leżące nad rzeką Neckar w Niemczech, stolica i największe miasto kraju związkowego Badenia-Wirtembergia, siedziba rejencji Stuttgart oraz regionu Stuttgart. 31 grudnia 2022 roku, z liczbą mieszkańców wynoszącą 632 885, Stuttgart zajmował szóste miejsce w Niemczech pod względem liczby ludności.

## Charakterystyka miasta
Stuttgart leży w centrum jednego z 14 europejskich regionów metropolitarnych Badenii-Wirtembergii (niem. Europäische Metropolregion Stuttgart).

## Podział administracyjny
Miasto podzielone jest na 23 okręgi administracyjne (Stadtbezirk), które z kolei dzielą się na 152 dzielnice (Stadtteil).
Okręgi administracyjne Stuttgartu: Bad Cannstatt, Birkach, Botnang, Degerloch, Feuerbach, Hedelfingen, Möhringen, Mühlhausen, Münster, Obertürkheim, Plieningen, Sillenbuch, Stammheim, Stuttgart-Mitte, Stuttgart-Nord, Stuttgart-Ost, Stuttgart-Süd, Stuttgart-West, Untertürkheim, Vaihingen, Wangen, Weilimdorf oraz Zuffenhausen.

## Historia
Dzieje miasta sięgają czasów rzymskich, gdy w tym miejscu istniał wojskowy obóz warowny, największy i najważniejszy w środkowym biegu Neckaru, położony przy skrzyżowaniu ważnych dróg. W 746 w Cannstatt miała miejsce tzw. krwawa łaźnia, m.in. śmierć przywódców Alemanów i Bawarów.
Stuttgart był od 1806 roku stolicą królestwa Wirtembergii, a po roku 1918 republiki. W czasie II wojny światowej miasto zostało znacznie zniszczone wskutek bombardowań. II wojnę światową w Stuttgarcie zakończyło wkroczenie wojsk francuskich 22 kwietnia 1945. Od 1946 Stuttgart był stolicą kraju związkowego Wirtembergia-Badenia, a następnie od 1952 – Badenia-Wirtembergia.

## Gospodarka
Miasto i jego okolica są znane ze znajdujących się w nim przedsiębiorstw.
Najbardziej znaczące to:
- Alcatel-Lucent
- Daimler AG
- Hewlett-Packard
- IBM
- Neoplan
- Porsche
- Robert Bosch

Region Stuttgartu wykazuje największe w Niemczech nagromadzenie instytucji naukowych, akademickich i badawczych. Nigdzie w Niemczech nie jest zgłaszane więcej patentów niż w Stuttgarcie. Nakłady na prace badawczo-rozwojowe w tym regionie wynoszą około 4,3 miliarda euro rocznie.
W Stuttgarcie znajduje się sześć Instytutów Fraunhofera, uniwersytety: Universität Stuttgart i Universität Hohenheim, dwa Instytuty Maxa Plancka oraz inne instytucje naukowo-badawcze.
Poza tym Stuttgart jest centrum medialnym, a mianowicie swe siedziby mają tutaj:
- radio i telewizja publiczna Südwestrundfunk, które wybudowały przełomową dla swej epoki wieżę telewizyjną
- jedna z większych gazet regionalnych Niemiec Stuttgarter Zeitung(inne języki)
- inne liczne media audiowizualne (Hit-Radio Antenne 1(inne języki), Die Neue 107.7(inne języki))
- liczne wydawnictwa fachowe, np. wydawnictwo Pons Langenscheidt.

Miasto jest siedzibą stowarzyszenia Technisches Hilfswerk dla Badenii-Wirtembergii.

## Transport

### Transport drogowy
W południowej części Stuttgartu krzyżują się autostrady: A8, z A81 oraz krótki miejski odcinek autostrady A831, który prowadzi od węzła do śródmieścia Stuttgartu. Przed wjazdem samochodem do centrum miasta wykupić należy specjalną plakietkę (Umweltzone).

### Transport kolejowy
Stuttgart jest dużym węzłem kolejowym. Ważniejsze linie kolejowe wiodą w kierunkach:
- Karlsruhe – Strasburg – Paryż (od 9 czerwca 2007 na trasie Stuttgart – Paryż kursuje TGV)
- Mannheim – Frankfurt nad Menem (od 1991 roku odcinek Stuttgart – Mannheim przystosowany do ruchu pociągów z prędkością do 250 km/h)
- Ulm – Monachium
- Zurych
- Norymberga
- Tybinga
- Heilbronn – Würzburg.

Główny dworzec kolejowy Stuttgart Hauptbahnhof jest dworcem czołowym, ale w ramach projektu Stuttgart 21 planowane jest przeniesienie torowisk pod ziemię i przebudowa dworca na przelotowy.
Stacje kolejowe: Stuttgart-Feuerbach, Stuttgart Neckarpark, Stuttgart Nord, Stuttgart Österfeld.

### Publiczny transport zbiorowy

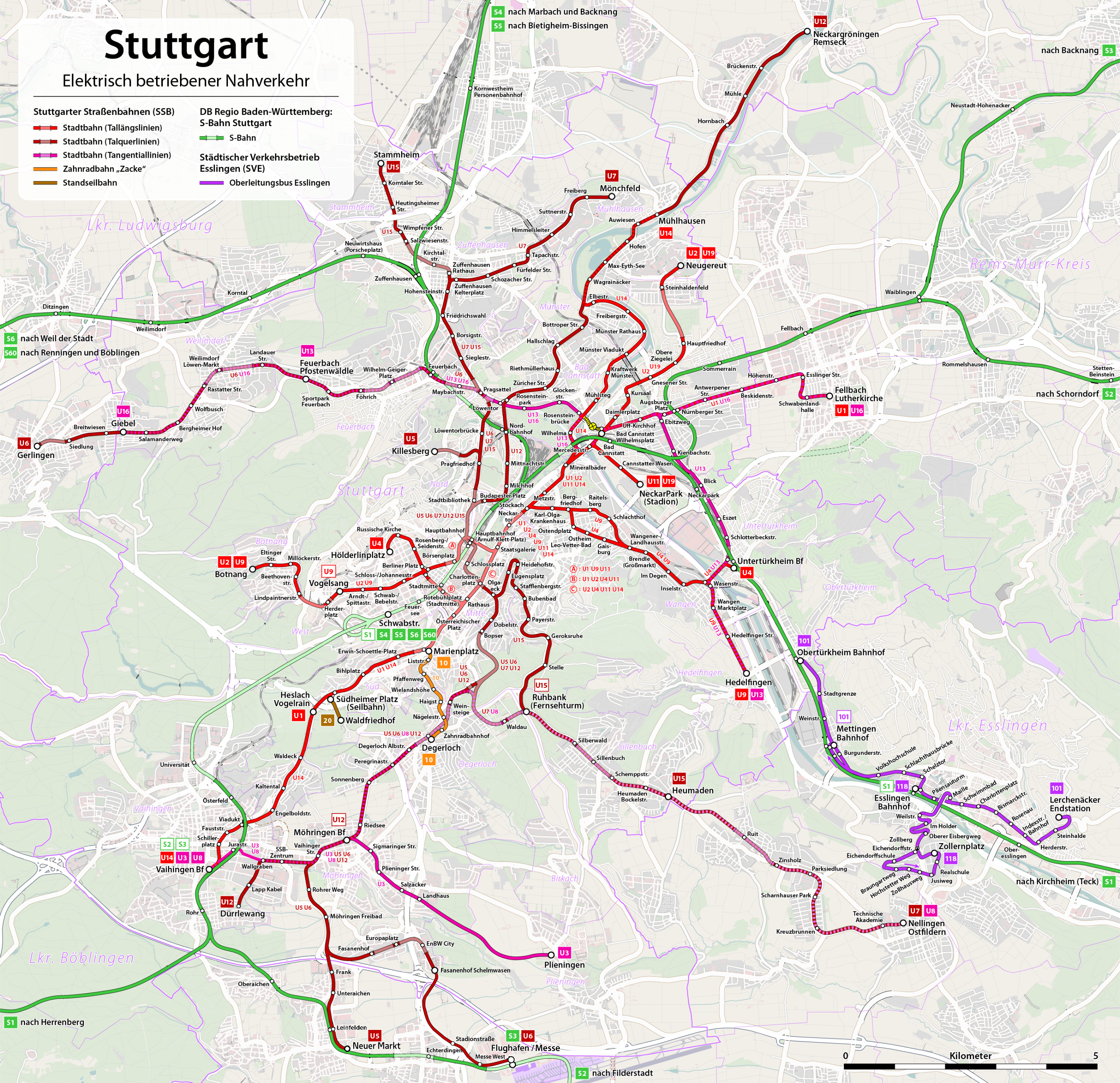
Komunikacja miejska

Podstawą publicznego transportu zbiorowego jest 15 regularnych linii kolei miejskiej, jedna linia tramwajowa (aktualnie przebudowywana do standardu kolei miejskiej) oraz 55 linii autobusowych. Od końca lat 60. XX wieku istniejąca wąskotorowa sieć tramwajowa jest sukcesywnie przebudowywana na kolej miejską. Tory w ścisłym centrum miasta poprowadzone są pod ziemią, a w pozostałych dzielnicach pociągi poruszają się w większości po wydzielonych torowiskach. W system komunikacji miejskiej włączona jest także kolej zębata łącząca dzielnicę Degerloch z południową częścią centrum miasta. Komunikację na szerszym obszarze zapewnia sześć linii podmiejskiej kolei S-Bahn, które łączą Stuttgart z kilkoma mniejszymi miastami satelickimi.
We wszystkich środkach transportu zbiorowego obowiązują bilety i taryfa związku komunikacyjnego VVS (Verkehrs- und Tarifverbund Stuttgart).

### Transport lotniczy
W rejonie południowej granicy miasta położony jest port lotniczy Stuttgart. Jest to największe lotnisko w Badenii-Wirtembergii, na którym odprawiono w 2006 ponad 10 milionów pasażerów.

## Oświata

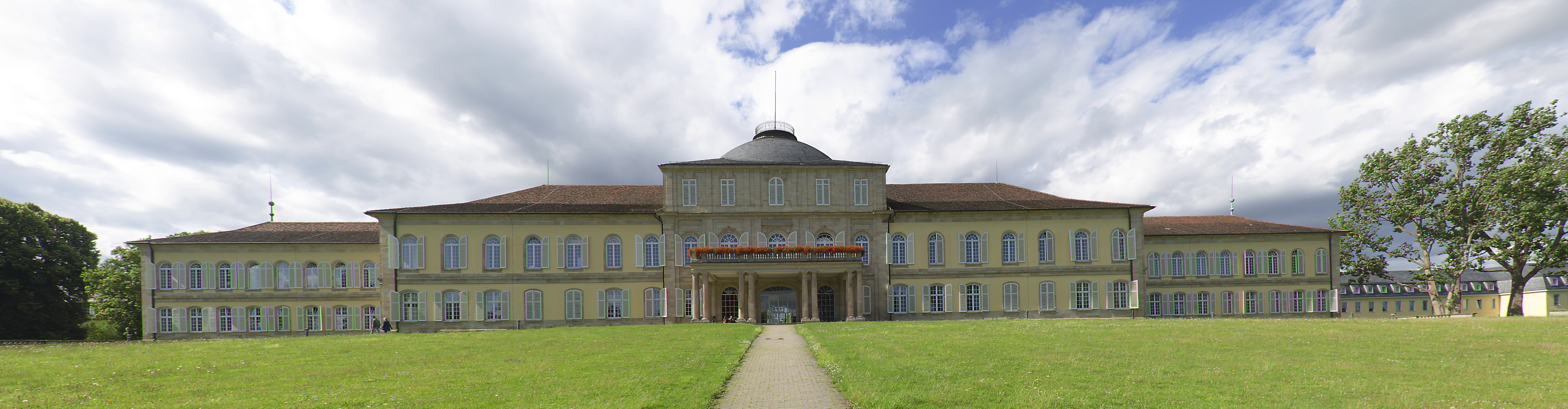
Zamek Hohenheim, w którym znajduje się większość wydziałów uniwersytetu o tej samej nazwie (2011)

- Universität Stuttgart – założony w 1876 r. jako Polytechnikum; od 1890 roku Technische Hochschule; od 1976 roku uniwersytet.
- Universität Hohenheim – założony w 1818 r. jako Uczelnia Rolno-Leśna; od 1847 roku – akademia; 1904 Wyższa Szkoła Rolnicza; od 1967 roku uniwersytet.
- Staatliche Hochschule für Musik und Darstellende Kunst Stuttgart – Państwowa Szkoła Wyższa Muzyczna i Teatralna; założona w 1856 roku.
- Staatliche Akademie der Bildenden Künste Stuttgart – Państwowa Akademia Sztuk Plastycznych; założona w 1761 roku przez księcia Karola Eugeniusza jako Académie des arts.
- Fachhochschule Stuttgart–Hochschule der Medien – Szkoła Wyższa Mediów; założona 1 września 2001 roku.
- Fachhochschule Stuttgart–Hochschule für Technik; założona w 1832 roku.
- Stuttgart Institut of Management and Technology (SIMT); szkoła anglojęzyczna.
- Freie Hochschule Stuttgart–Seminar für Waldorfpädagogik – Wyższa Szkoła Pedagogiczna typu Waldorf (z uprawnieniami państwowymi).
- Berufsakademie.

## Sport

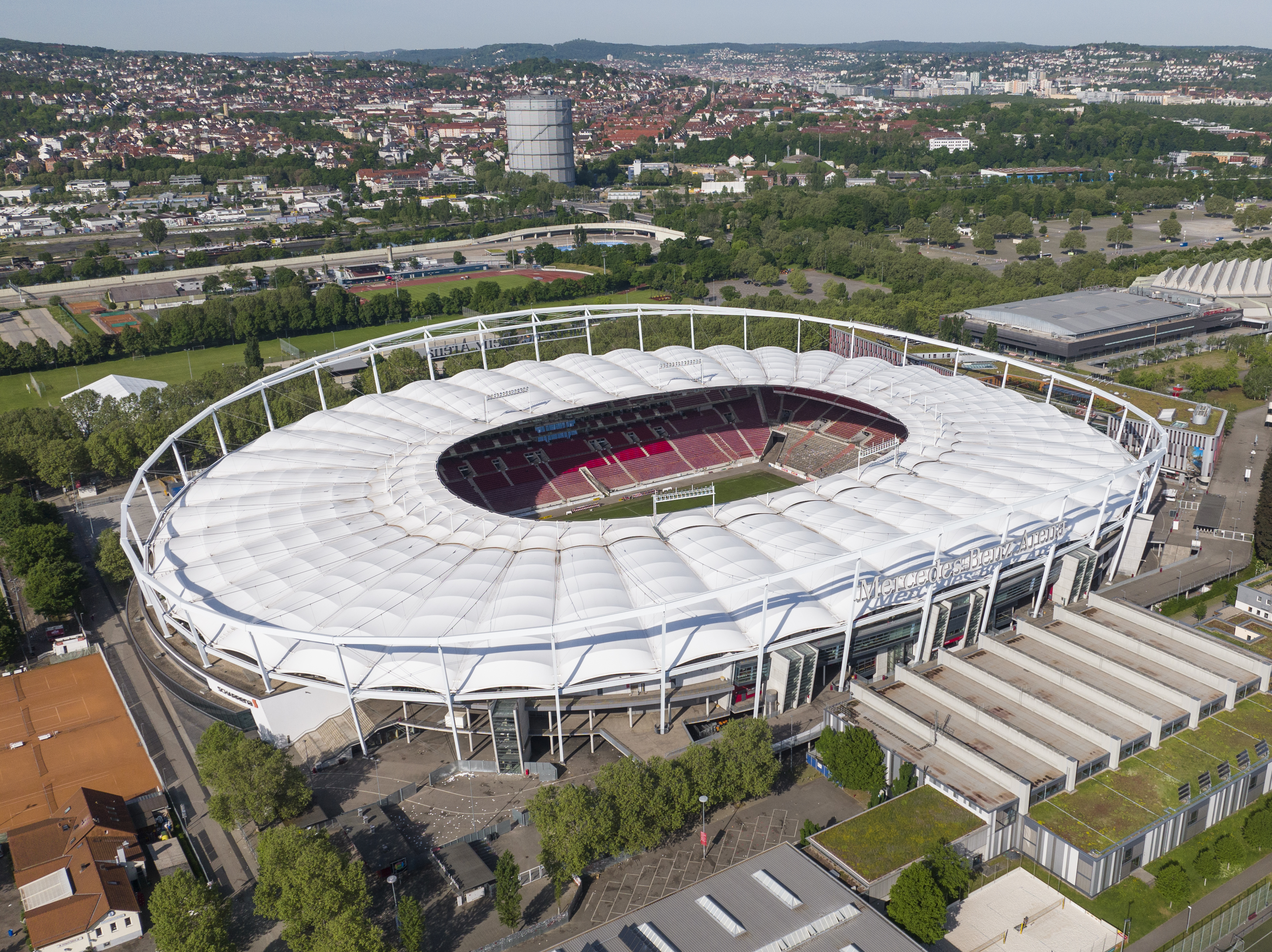
MHPArena

MHPArena (wcześniej Neckarstadion, Gottlieb-Daimler-Stadion i Mercedes-Benz Arena) – stadion klubu. W 1993 odbyły się tutaj lekkoatletyczne mistrzostwa świata, a w 1986 mistrzostwa Europy. W 2006 arena piłkarskich mistrzostw świata (odbyło się na niej sześć meczów).
W Stuttgarcie odbywa się jeden z turniejów tenisowych wchodzących w skład WTA (Porsche Tennis Grand Prix) i ATP (MercedesCup).
Kluby sportowe
- VC Stuttgart – klub piłki siatkowej kobiet
- VfB Stuttgart – klub piłkarski mężczyzn
- Stuttgarter Kickers – klub piłkarski mężczyzn

## Współpraca
Miejscowości partnerskie:
- Mumbaj, Indie
- Brno, Czechy
- Cardiff, Wielka Brytania
- Kair, Egipt
- La Ferté-sous-Jouarre, Francja (kontakty utrzymuje dzielnica Zuffenhausen)
- Łódź, Polska
- Melun, Francja (kontakty utrzymuje dzielnica Vaihingen)
- Manzil Bu Rukajba, Tunezja
- Nankin, Chiny
- Ōgaki, Japonia
- Saint Louis, Stany Zjednoczone
- Samara, Rosja
- St Helens, Wielka Brytania
- Strasburg, Francja
- Szawe Cijjon, Izrael
- Újbuda – dzielnica Budapesztu, Węgry (kontakty utrzymuje dzielnica Bad Cannstatt)

## Odnośniki w kulturze
Postać Medyka z gry Team Fortress 2 pochodzi ze Stuttgartu.